# غريس ماثيوز
غريس ماثيوز هي ممثلة كندية، ولدت في 3 سبتمبر 1910 في تورونتو في كندا، وتوفيت في 15 مايو 1995.

## وصلات خارجية
- غريس ماثيوز على موقع IMDb (الإنجليزية)
- غريس ماثيوز على موقع كينوبويسك (الروسية)